# خط طول 88° شرق
خط طول 88° شرق هو أحد خطوط الطول الجغرافية، والتي تمتد من القطب الشمالي الجغرافي إلى القطب الجنوبي الجغرافي، وحسب التحويل الزمني يتقدم خط طول 88° شرق عن خط غرينتش بـ5 ساعة و52 دقيقة.

## من القطب إلى القطب
ينطلق خط طول 88° شرق من القطب الشمالي نحو القطب الجنوبي مرورا بالمناطق التي ترد في الجدول التالي:
| الإحداثيات                         | البلد أو الإقليم أو البحر | ملاحظات |
| ---------------------------------- | ------------------------- | --- |
| 90°0′N 88°0′E / 90.000°N 88.000°E  | المحيط المتجمد الشمالي    | |
| 81°8′N 88°0′E / 81.133°N 88.000°E  | بحر كارا                  | |
| 75°38′N 88°0′E / 75.633°N 88.000°E | روسيا                     | كراسنويارسك كراي — Ringnes Island |
| 75°37′N 88°0′E / 75.617°N 88.000°E | بحر كارا                  | |
| 75°7′N 88°0′E / 75.117°N 88.000°E  | روسيا                     | كراسنويارسك كراي تومسك أوبلاست — من 59°16′N 88°0′E / 59.267°N 88.000°E أوبلاست كيمروفسكايا — من 56°39′N 88°0′E / 56.650°N 88.000°E جمهورية ألطاي — من 52°31′N 88°0′E / 52.517°N 88.000°E Republic of Khakassia — من 51°58′N 88°0′E / 51.967°N 88.000°E Altai Republic — من 51°45′N 88°0′E / 51.750°N 88.000°E Republic of Khakassia — من 51°35′N 88°0′E / 51.583°N 88.000°E Altai Republic — من 51°28′N 88°0′E / 51.467°N 88.000°E |
| 49°13′N 88°0′E / 49.217°N 88.000°E | منغوليا                   | |
| 48°46′N 88°0′E / 48.767°N 88.000°E | جمهورية الصين الشعبية     | سنجان - لحوالي 15 km |
| 48°37′N 88°0′E / 48.617°N 88.000°E | منغوليا                   | لحوالي 6 km |
| 48°34′N 88°0′E / 48.567°N 88.000°E | جمهورية الصين الشعبية     | Xinjiang منطقة التبت ذاتية الحكم — من 36°26′N 88°0′E / 36.433°N 88.000°E |
| 27°55′N 88°0′E / 27.917°N 88.000°E | نيبال                     | |
| 27°10′N 88°0′E / 27.167°N 88.000°E | الهند                     | بنغال الغربية - لحوالي 6 km |
| 27°6′N 88°0′E / 27.100°N 88.000°E  | نيبال                     | |
| 26°22′N 88°0′E / 26.367°N 88.000°E | الهند                     | بهار (الهند) West Bengal — من 26°8′N 88°0′E / 26.133°N 88.000°E Bihar — من 25°43′N 88°0′E / 25.717°N 88.000°E West Bengal — من 25°30′N 88°0′E / 25.500°N 88.000°E |
| 21°53′N 88°0′E / 21.883°N 88.000°E | المحيط الهندي             | |
| 60°0′S 88°0′E / 60.000°S 88.000°E  | المحيط الجنوبي            | |
| 66°0′S 88°0′E / 66.000°S 88.000°E  | القارة القطبية الجنوبية   | الإقليم الأسترالي في القارة القطبية الجنوبية, المطالب الإقليمية بالقارة القطبية الجنوبية by أستراليا |